# 4671 Drtikol
A 4671 Drtikol (ideiglenes jelöléssel 1988 AK1) a Naprendszer kisbolygóövében található aszteroida. Antonín Mrkos fedezte fel 1988. január 10-én.